# 大卫·莫瑞瑟
大卫·莫瑞瑟（英語：David Morrissey，1964年6月21日—）是一位英格兰演员和电影导演。
他的妻子是小说家Esther Freud，是在一个晚宴中认识的妻子。
他在皇家戏剧艺术学院学习表演。
他获得过皇家电视学会最佳男演员奖，入选英國學術電視獎最佳男演员奖提名。